# Малый Шуструй
Малый Шуструй — река в Мордовии (Россия), правый приток реки Виндрей (бассейн Оки).
Река протекает по Торбеевскому району Мордовии, берёт начало около села Маяк, впадает в реку Виндрей между сёлами Новое Четово и Малышево, в 40 км от его устья. Длина реки составляет 23 км, площадь водосборного бассейна — 81,1 км².

## Данные водного реестра
По данным государственного водного реестра России относится к Окскому бассейновому округу, водохозяйственный участок реки — Мокша от водомерного поста города Темников и до устья, без реки Цна, речной подбассейн реки — Мокша. Речной бассейн реки — Ока.
Код объекта в государственном водном реестре — 09010200412110000028517.